# CAC Wackett
Il CAC Wackett, noto anche come CAC CA-2 Wackett (prototipo) e nella sua versione di produzione in serie CAC CA-6 Wackett, fu un monomotore da addestramento basico ad ala bassa prodotto dall'azienda australiana Commonwealth Aircraft Corporation (CAC) nei primi anni quaranta.

## Versioni
CA-2 Wackett Trainer
prototipo, realizzato in due esemplari.
CA-6 Wackett Trainer
versione di produzione in serie, addestratore basico biposto destinato alla RAAF, prodotto in 200 esemplari.

## Utilizzatori
Australia
- Royal Australian Air Force

 Indie orientali olandesi
- Militaire Luchtvaart van het Koninklijk Nederlandsch-Indisch Leger

operò con 30 esemplari ex RAAF.
 Indonesia
- Tentara Nasional Indonesia Angkatan Udara